# Korrepetitor
Ein Korrepetitor (auch Repetitor oder Solorepetitor) spielt am Klavier statt des Orchesters, wenn Sänger, Chöre, Instrumentalisten, Tänzer oder Schauspieler ein Stück neu lernen oder wiederholen, ihre Rollen einstudieren oder Szenen proben (Oper, Operette, Ballett usw.), und gibt darüber hinaus in Einzelproben korrigierende musikalische Hinweise. Der die Probenpläne koordinierende und für die Einstudierung der Sänger und die Einteilung der übrigen Korrepetitoren verantwortliche Korrepetitor eines Theaters heißt Studienleiter.

## Aufgaben
Ein professioneller Korrepetitor sollte – wie ein Dirigent – in der Lage sein, auch umfangreiche Orchesterpartituren inklusive historischer Notenschlüssel und transponierender Instrumente zu lesen und gleichzeitig zu spielen. Das Partiturspiel ist jedoch in der heutigen Theaterpraxis nur bedingt erforderlich, weil für die zu probenden Stücke in der Regel Klavierauszüge vorliegen. In Ausnahmefällen allerdings muss der Korrepetitor auch transponieren können. Bei der klanglichen Darstellung der jeweiligen Orchesterpartie im Klavierauszug wird der Notentext zwangsläufig reduziert, muss allerdings flexibel der jeweiligen Probensituation angepasst werden – daher sind Grundkenntnisse in Musiktheorie, Komposition und Improvisation erforderlich.
Während im professionellen Bereich das Klangergebnis möglichst authentisch sein soll, ist die Auswahl des Notenmaterials bei der Arbeit mit Laien ein wichtiges methodisches Probenwerkzeug (siehe: Chorprobe). Oft übernimmt der Korrepetitor auch Teilaufgaben des Dirigenten oder Chorleiters, indem er zum Beispiel bei einer szenischen Opernprobe die Sänger und seinen Kollegen am Klavier dirigentisch koordiniert bzw. selbst vom Klavier aus Einsätze auf die Bühne gibt. Außerdem sind die Fähigkeit zur stimmlichen Markierung der Gesangspartien und damit Kenntnisse zur Aussprache der italienischen und französischen Sprache notwendig (ab und zu auch des Englischen, Russischen oder noch seltenerer Sprachen wie des Tschechischen) – einerseits, um etwa auf einer Probe fehlende Sängerkollegen musikalisch zu ersetzen und Stichworte zu singen, andererseits, um einem Sänger bei der Einstudierung seiner eigenen Partie problematische Stellen vorzusingen bzw. vorzusprechen.

## Ausbildung
Zugangsvoraussetzung für den Beruf des Korrepetitors ist in der Regel ein abgeschlossenes Studium in Dirigieren oder Chorleitung, das eine umfassende Ausbildung im Fach Partiturspiel einschließt. Einige Musikhochschulen bieten auch einen speziellen Studiengang „Korrepetition“ an. Als Nebenfach Partiturspiel ist Korrepetition außerdem bei hauptberuflichen Kirchenmusikern (Kantoren) und Schulmusikern im Studium enthalten. Eine rein pianistische Ausbildung ist in der Regel nicht ausreichend, da die für den Beruf erforderliche Flexibilität und das Improvisationsvermögen dort meist nicht vermittelt werden. Ausnahmen bilden hierbei allerdings die Anstellung an einer Musikhochschule (siehe unten) und natürlich speziell begabte Pianisten, die diese Eigenschaften von vornherein mitbringen.

## Anstellungsmöglichkeiten
Ein Korrepetitor ist zumeist an einem Theater oder einer musikalischen Ausbildungsstätte, z. B. einer Musikhochschule, angestellt. Oftmals wird eine Stelle als Korrepetitor an einem Theater auch als Vorstufe oder sogar als Voraussetzung für eine Laufbahn als Kapellmeister und Dirigent betrachtet. Daher werden an vielen (vor allem kleineren) Theatern die Aufgaben des Korrepetitors und des Kapellmeisters in einer Stelle kombiniert; ähnlich sieht die praktische Situation der Kirchenmusiker aus. Da wie oben erwähnt mittlerweile alle gängigen Werke im Klavierauszug erhältlich sind, sind im semiprofessionellen Bereich zunehmend ambitionierte Pianisten in einem Ehrenamt oder einer Nebentätigkeit anzutreffen. Grundsätzlich ist es aber auch möglich, als Korrepetitor freiberuflich tätig zu werden, was von Pianisten und Laienchören gerne genutzt wird. Bei Anstellungen an einer Musikhochschule zur Betreuung angehender Instrumentalisten ist sogar eine lediglich pianistische Ausbildung oftmals die einzige akademische Voraussetzung.